# Francisco de Garay
Francisco de Garay (Sopuerta, Bizkaia, 1475; † 1523) war ein spanischer Konquistador aus dem Baskenland. Er war ein Begleiter von Christoph Kolumbus auf der zweiten Reise in die Neue Welt. Als Statthalter von Jamaika wurde er reich und rüstete mehrere Expeditionen nach Florida und Neu-Spanien aus.

## Gouverneur von Jamaika
Im Jahre 1514 wurde de Garay nach Juan de Esquivel der 2. spanische Gouverneur von Jamaika. Er brachte weitere Siedler aus Spanien auf die Insel, ließ Sevilla la Nueva landeinwärts verlegen und gründete zwei weitere Siedlungen, Oristán an der Südküste und Melilla östlich von Sevilla la Nueva. Er betätigte sich als Sklavenhändler und verschleppte die einheimischen Tainós in die Goldminen von Kuba. Las Casas macht vor allem ihn für den Rückgang der einheimischen Bevölkerung auf Santiago verantwortlich. Er brachte auch afrikanische Sklaven auf die Insel. Außerdem legte er die erste Zuckerrohrmühle auf Jamaika an und leitete so die weitgehende Zerstörung der natürlichen Vegetation der Insel ein, insbesondere die Abholzung der Urwälder. 1520 wurden in Sevilla bereits jährlich 150 Tonnen Zucker produziert.

## Expedition von Pineda
Im Jahre 1519 sandte Garay eine Expedition mit drei Schiffen und 270 Mann unter der Führung von Alonso Álvarez de Pineda aus, um die Küste zwischen Florida und dem Río Pánuco zu erkunden. Am 2. Juni 1519 war Pineda der erste Europäer, der den Mississippi erreichte. Nachdem er die Mündung des Flusses in seine Karten eingezeichnet hatte, gab er ihm den Namen Espíritu Santo und segelte weiter an den Río Pánuco. Pineda scheiterte dort jedoch am Widerstand der Indianer, die viele der spanischen Eroberer töteten und die Schiffe verbrannten. Nur die Besatzung eines Schiffes konnte sich retten. Der Kommandant Camargo segelte dieses Schiff nach Veracruz und schloss sich mit seinen Männern Hernán Cortés an. Francisco de Garay ahnte zu diesem Zeitpunkt noch nicht, dass Pineda am Río Pánuco gescheitert war. Er sandte mehrere Schiffe zu seiner Unterstützung. Nachdem die Männer Pineda nicht finden konnten, schlossen sich die meisten wiederum Cortés an. Für ihn war das Scheitern der Expedition des Francisco de Garay ein Glücksfall.

## Aufstand am Río Pánuco
Im Jahre 1522 schickte Garay erneut eine große Expedition an den Río Pánuco. Doch wieder wehrten sich die Indianer gegen die Kolonisation durch die Spanier. Die Bevölkerung der ganzen Provinz stand gegen die Eindringlinge auf, denen nichts anderes übrig blieb, als Hernán Cortés um Hilfe zu bitten. Der reagierte sofort und marschierte mit 250 Spaniern und zehntausend verbündeten Indianern in die Provinz ein. Nach zwei großen Schlachten glaubte Cortés, dass er die Provinz befriedet habe und gliederte sie in seinen Machtbereich ein. Doch immer wieder kam es zu Aufständen, die erst endeten, als Nuño Beltrán de Guzmán die Statthalterschaft übernahm.

## Letzte Expedition des Francisco de Garay
Als Francisco de Garay erfuhr, dass Cortés die Provinz übernommen hatte, übernahm er 1523 selbst die Führung einer Expedition und fuhr mit elf Schiffen und zwei Brigantinen von Jamaika an den Río Pánuco. Schlechtes Wetter verschlug die Schiffe weit in den Norden bis an den Palmenfluss (Rio Grande). Dort wollte de Garay eine Stadt gründen, fand jedoch niemanden, der in dieser öden Gegend siedeln wollte. So machte er sich mit seinen Männern zu Fuß nach Süden in Richtung Río Pánuco, während die Schiffe an der Küste entlang nach Süden fuhren. Unterwegs litten seine Männer an Hunger und desertierten zu Hunderten. Sie marschierten auf eigene Faust nach Südwesten und schlossen sich Hernán Cortés an. Unterwegs plünderten sie die Dörfer der Indianer. Als Garay mit seinen letzten Getreuen in Santisteban auf Gonzalo de Ocampo, einen Offizier von Cortés, und seine Männer traf, liefen fast alle Verbliebenen zu Cortés über. Sogar die Schiffe des Francisco de Garay fielen Cortés in die Hände. Nach dieser Niederlage hatte Garay keine andere Wahl, als sich mit Cortés zu verständigen. Er schrieb ihm und wurde nach Tenochtitlán eingeladen. Dort schlossen die beiden Frieden, und Garay wollte sich an den Palmenfluss zurückziehen. Doch im Dezember 1523 erkrankte er und starb nach wenigen Tagen.